# 北川和歌子
北川 和歌子（きたがわ わかこ、1984年4月26日 - ）は、日本の女優、脚本家。
自身が解離性同一性障害であることを公表し、精神性疾患をテーマにした舞台の脚本や演出を手掛けている。

## 略歴
1984年4月26日、石川県金沢市で生まれ、幼少期は富山県高岡市戸出町で過ごした後、福井県福井市に転居。
北陸高等学校在学中には放送部の活動で地元メディアに取り上げられる。また、森川陽一郎監督の『青春の道』『青春には果てない』に主演し、福井・金沢・新潟の映画祭にて公開される。
2004年、武蔵野大学に進学、学業の傍らFM西東京のパーソナリティを務めた。2005年にはヒロインを務めた映画『福井青春物語』が劇場公開された。またDVDにて水着姿を披露したが、グラビアアイドルとしての活動はこの1作品のみとなる。
約3年間、若年性アルツハイマーやうつ病と誤診されていたが、2005年11月、解離性同一性障害と診断された。翌年、自らの病名をブログにて公表し、脚本・演出に初挑戦した舞台「DEAR～傷つくもの達…。」の公演を東京都内で5回行った。精神疾患を乗り越え社会に適応していく過程を表現した。
2007年9月8日、これらの経緯を詳細に取材した富山新聞の記事がネット配信された。記事によると、次の公演に向け新しい脚本を準備中で、当時は高岡市に在住していたが、その後、本人のブログでは2007年9月に渡米し、アメリカの劇場で修行中であったことが記されていた。

## 出演

### 映画
- 『青春の道』（2002年、主演）
- 『青春には果てない』（2003年、主演）
- 『福井青春物語』（2005年）

### DVD
- 『北川和歌子・前田このみ／びしょびしょ 第9章 18歳の濡れ姉妹』（2005年6月18日発売）
- 『福井青春物語』（上述、2005年9月23日発売）

### ラジオ
- 2004年～2005年、FM西東京 パーソナリティ

### CM
- 済生堂薬局小西本店「ココロに染みる薬、あります。」（2005年、小野寺昭憲監督）[4]

## 脚本・演出

### 舞台
- 「DEAR～傷つくもの達・・・。」2006年9月8日～10日、コール田無